# Kim Jiseok
Kim Jiseok est un joueur de go professionnel coréen né le 13 janvier 1989.

## Biographie et carrière
Kim Jinseok a été classé numéro deux coréen en 2013 et est entré dans le Top 5 en 2012.
Il était classé numéro quatre mondial en 2013 et 2014.
En Corée, Kim Jiseok remporta :
- la Coupe de l'Office coréen d'information sur les prix en 2009 (victoire 2-0 contre Lee Chang-ho)[3] ;
- la Coupe Olleh KT en 2013 (victoire contre Mok Jinseok)[4]  ;
- la Coupe GS Caltex (anciennement appelée coupe LG coréenne) en 2013 (victoire 3-0 contre Lee Sedol) et en 2014 (victoire 3-0 contre Choi Cheol-han) ;
- la Coupe Maxim en 2021.

Dans les tournois internationaux, Kim Jiseok remporta :
- la coupe Samsung en 2014 ;
- la Coupe Asian TV en 2018.

En 2015, il fut battu en finale de la Coupe LG par Park Junghwan.